# Giles Martin

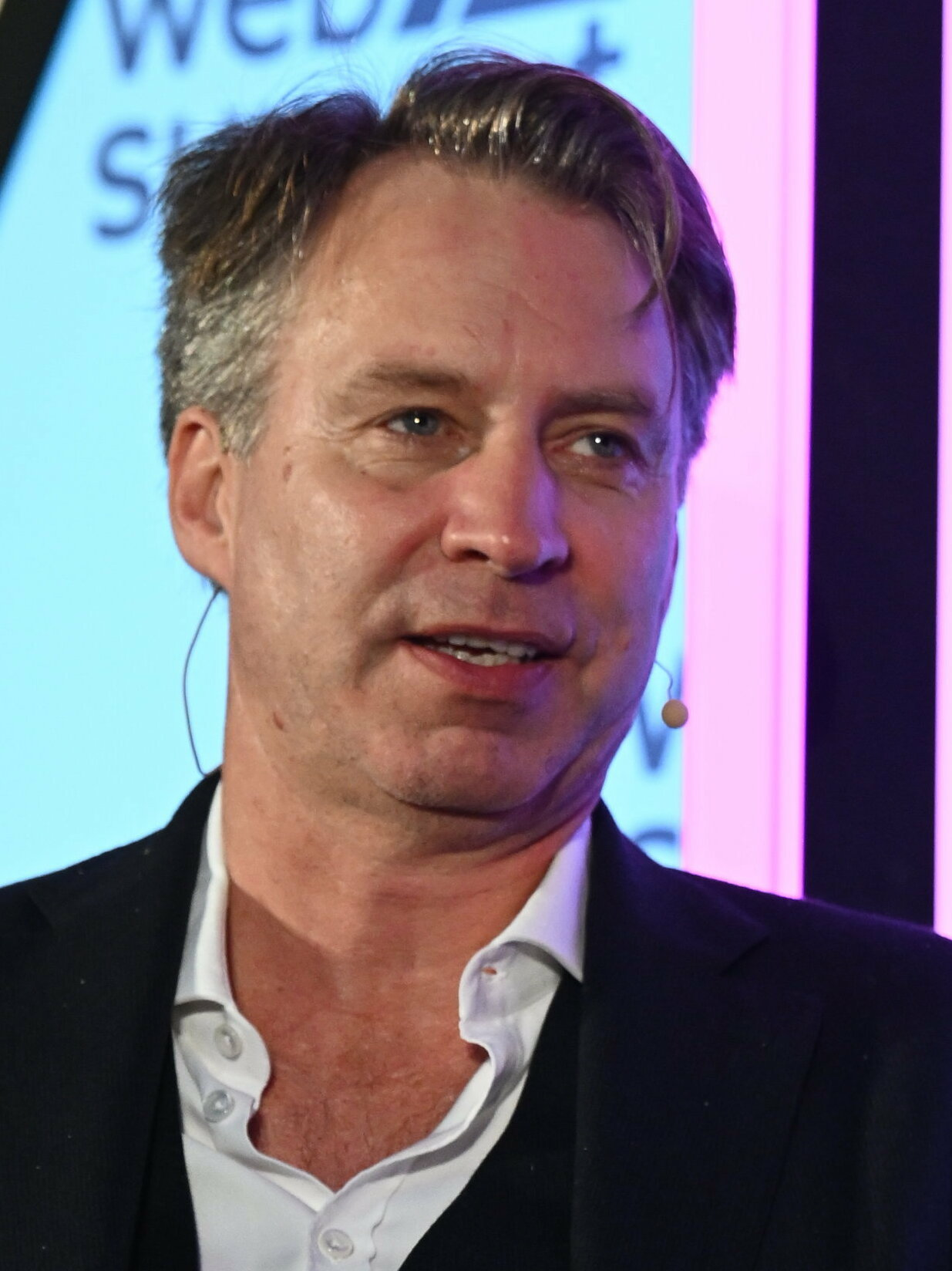
Giles Martin, 2023

Giles Martin (* 9. Oktober 1969) ist ein britischer Musikproduzent, Komponist, Multiinstrumentalist und Leiter von Audio & Sound der Universal Music Group. Er ist der Sohn des bekannten Beatles-Produzenten George Martin und der Halbbruder von Gregory Paul Martin.

## Leben
Giles Martin wuchs auf, ohne dass ihm die Bekanntheit seines Vaters im Zusammenhang mit den Beatles besonders bewusst war. Als er 14 war, riet ihm sein Vater, keine Karriere im Musikbusiness anzustreben, da er ihn für nicht gut genug hielt. Die Aussage seines Vaters steigerte seinen Ehrgeiz, und so spielte Giles Martin zunächst in der kommerziell erfolglosen Band Velvet Jones, produzierte Jingles und arbeitete an verschiedenen Musicals. Ab dem 19. Lebensjahr begann Giles Martin seinem Vater zu assistieren, da dieser langsam schwerhörig wurde. In dieser Zeit begann er, sich ein Wissen über Produktionstätigkeiten anzueignen. Martin produzierte eine DVD mit einem Konzert, das anlässlich des 50. Thronjubiläums von Königin Elisabeth II. gegeben wurde.
Größere Aufmerksamkeit wurde Giles Martin durch die Produktion der erfolgreichen britischen Band Kula Shaker zuteil. Anschließend produzierte er verschiedene Künstler, darunter Jeff Beck, Elvis Costello, INXS und Kate Bush. 2003 produzierte er das in Großbritannien am schnellsten verkaufte Klassik-Album aller Zeiten, Pure von Hayley Westenra.
Zusammen mit seinem Vater überarbeitete er im Jahr 2006 das Album Love, für das verschiedene Lieder der Beatles neu gemischt, umarrangiert und neu zusammengesetzt wurden, wobei er seine Stärken in der digitalen Musikproduktion und -manipulation für die etwas drastischeren Änderungen auf dem Album Love ausspielte. Am 12. Juni 2009 wurde das Kompilationsalbum Let It Roll: Songs by George Harrison von George Harrison veröffentlicht, die Lieder wurden unter der Leitung von Giles Martin mit Paul Hicks in den Abbey Road Studios remastert.
Am 9. September 2009 wurde das Musikvideospiel The Beatles: Rock Band veröffentlicht.  Die musikalische Produktion erfolgte durch Giles Martin. Im Jahr 2009 produzierte Martin das Soundtrackalbum Early Takes: Volume 1, das bisher unveröffentlichte Lieder oder abweichende Versionen von bereits veröffentlichten Liedern von George Harrison enthält. Die Veröffentlichung erfolgte 2012. Im selben Jahr wurde der restaurierte Beatles-Film Magical Mystery Tour am 5. Oktober erneut veröffentlicht, Giles Martin wurde als Soundproduzent aufgeführt. Martin fungierte als leitender Produzent für Paul McCartneys 2013er Album New, auf dem er neben Mark Ronson, Paul Epworth und Ethan Johns einige Lieder selbst produzierte. Im Juni 2014 wurde der Beatles-Spielfilm A Hard Day’s Night wiederveröffentlicht, bei dem Martin den Ton neu abmischte.
Am 6. November 2015 wurde das Album 1 zum zweiten Mal wiederveröffentlicht. Bei dieser Version wurden die Lieder von Giles Martin und Sam Okell in den Abbey Road Studios neu abgemischt. Dabei sind bei einigen Liedern deutlich hörbare Unterschiede zu vernehmen. Als Soundproduzent wurde Giles Martin aufgeführt. Am 9. September 2016 erschien eine Neuveröffentlichung des Albums The Beatles at the Hollywood Bowl, Martin  wurde als verantwortlicher Produzent aufgeführt. Für den Film The Beatles: Eight Days a Week – The Touring Years, der seine Filmpremiere im September 2016 hatte, erfolgte die klangliche Überarbeitung unter der Aufsicht von Martin.
Zum 50. Jubiläum im Jahr 2017 mischte Giles Martin zusammen mit dem Toningenieur Sam Okell das Beatles-Album Sgt. Pepper’s Lonely Hearts Club Band neu ab. Ziel war es, eine Stereoabmischung des Albums herzustellen, die sich an der originalen Monoabmischung aus dem Jahr 1967 orientiert. „Das Ergebnis wurde gefeiert von Fans und Fachpresse – das berühmteste Album der Popgeschichte klingt plötzlich klarer, näher, irgendwie neu“, schrieb Thomas Lindemann.
Am 22. Oktober 2018 wurde Martin zum Leiter von Audio & Sound der Universal Music Group ernannt.
Zum 50. Jubiläum, am 9. November 2018, folgte das Album The Beatles, das ebenfalls von Martin und Okell neu abgemischt wurde. Im Jahr 2019 produzierte Martin den Soundtrack zu dem Spielfilm Rocketman, das Soundtrackalbum wurde am 24. Mai 2019 veröffentlicht, am 27. September 2019 folgte zum 50. Jubiläum das von ihm und Okell neu abgemischte Album Abbey Road. Am 4. September 2020 wurde das von Martin neu abgemischte Album Goats Head Soup von den Rolling Stones wiederveröffentlicht.
Am 15. Oktober 2021 wurde Let It Be zum 50. Jubiläum, von Martin und Okell neu abgemischt, veröffentlicht. Im Juli 2021 erschien das von Martin produzierte Soundtrackalbum Original Sin – The Seven Sins: Featuring The Songs and Music of INXS. Im November 2021 folgte die Veröffentlichung der dreiteiligen Dokumentation The Beatles: Get Back, deren Musik ebenfalls von Martin und Okell abgemischt wurde. Am 28. Januar 2022 folgte das Livealbum Get Back:The Rooftop Performance, es enthält das komplette letzte Konzert der Beatles vom 30. Januar 1969. Das Konzert wurde von Martin und Okell neu abgemischt und kann nur bei Streaming-Diensten abgerufen werden.
Am 16. September 2022 erschien das Livealbum At The Royal Albert Hall von Creedence Clearwater Revival, das von Martin und Okell restauriert und abgemischt wurde.
Im selben Jahr wurde am 28. Oktober das neu abgemischte Beatles-Album Revolver veröffentlicht, bei dem Martin und Okell mit der Audio-Software arbeiteten, die für den Dokumentarfilm The Beatles: Get Back entwickelt wurde. So war es nun möglich, jedes Instrument von einer Spur, die mit mehreren Instrumenten belegt ist, zu separieren und es überall in der Abmischung zu platzieren.
Im Juni 2023 wurde das von Martin in Dolby Atmos neu abgemischte Album Pet Sounds von den Beach Boys durch Streaming-Anbieter veröffentlicht. Giles Martin sagte dazu: „Pet Sounds von den Beach Boys ist ein bahnbrechendes, ikonisches Album, das das Gesicht der Popmusik verändert hat. Es ist ein faszinierendes Album, weil es wirklich die Arbeit eines Genies, Brian Wilson, ist, der eine Art grenzenlosen Enthusiasmus für Ideen und Texturen hatte. Das Verschieben von Pet Sounds in Dolby Atmos bedeutet, dass diese Welten vollständig immersiv sein können, sie können von ihnen umgeben sein.“
Im November 2023 erschien mit Now and Then die „letzte Single der Beatles“, die von Paul McCartney und Giles Martin produziert wurde. Die wiederveröffentlichten Beatles-Kompilationsalben 1962–1966 und 1967–1970, die ebenfalls im November veröffentlicht wurden, enthalten wiederum neue Abmischungen zwischen 2015 und 2023 von Martin und Okell.

## Privates
Giles Martin ist verheiratet und hat zwei Töchter.